# Johan Leutscher
Johannes Hendrik Leutscher, noto come Johan Leutscher (Drachten, 26 luglio 1964), è un canottiere olandese.

## Biografia
Ha studiato geologia ed è stato membro club remistico Utrechtsche Studenten Roeivereniging Triton. È stato nazionale di canottaggio per diversi anni ed ha partecipato a diverse competizioni internazionali.
Ha rappresentato i Paesi Bassi ai Giochi olimpici estivi di Seul 1988, classificandosi nono nei quattro senza. L'equipaggio comprendeva Tjark de Vries e i fratelli Sven e Ralph Schwarz.